# Culex anduzei
Culex anduzei é um espécie de mosquito do género Culex, pertencente à família Culicidae.